# 国際インディアン条約会議
「国際インディアン条約会議」 （International Indian Treaty Council）は、アメリカインディアンの人権団体。略称「IITC」。

## 概要
1974年6月、アメリカ合衆国におけるインディアン民族の権利問題を国際的に訴えるため、サウスダコタ州にあるアメリカインディアン・スー族の「スタンディングロック・インディアン保留地」で結成された非政府組織。　これはインディアン権利団体「アメリカインディアン運動」（AIM）の呼びかけによるもので、全米から98のインディアン国家、5000人以上のインディアン参加者が集まって組織作りが行われた。現在、本部はカリフォルニア州サンフランシスコ、パーマーにある。
1977年に、「IITC」はスイスのジュネーブで開催された国連会議に参加し、国際連合経済社会理事会が非政府組織（NGO）と認めた最初のインディアン団体となった。
この国連会議で、ラッセル・ミーンズ、ウィノナ・ラデュークら「IITC」のインディアン代表団は、全会一致で彼ら自身の民族名として、「アメリカインディアン」という呼称を支持すると決定し、以下のように宣言した。
「IITC」は、中南米のインディアン民族とも連携し、インディアンの人権、環境問題、その他彼らを取り巻く権利問題全般を、白人政府とインディアン国家間で結んだ条約を根本議題にして取り扱っている。シンボルマークはインディアンにとっての和平の象徴である聖なるパイプ。現在、2007年に採択された「先住民族の権利に関する国際連合宣言」及び、国連の国際先住民会議において、おもに以下のテーマについて活発な発言と宣言を行っている。
1. インディアン部族の主権、自決と、これに関する制限のない事前同意。
2. 採掘、露天掘りによる核・毒物汚染、ダム建設、森林伐採などの影響による気候変動。
3. 食糧における主権と自給の権利。
4. 人種主義と人種差別。
5. 土地と水利権に関するインディアン条約の侵害。
6. 伝統的な知識、聖地、信教の自由など、文化的な権利。
7. インディアンの女・子供の権利。
8. 経済のグローバリゼーションと自由貿易。
9. 軍国主義と軍事力の抑制。

## 公式サイト
- Official website